# Tauraco schalowi
Tauraco schalowi là một loài chim trong họ Musophagidae.